# Fresnette Pisani-Ferry
Fresnette Pisani-Ferry, née le 22 juin 1918 à Parnay et morte le 19 septembre 1984 à Saint-Avertin est une historienne française ayant écrit cinq ouvrages portant sur la période couvrant le début de la Troisième République particulièrement celle impliquant sa famille, son grand oncle Jules Ferry, ou son propre père Abel Ferry, neveu du précédent.

## Biographie et famille
Petite-fille du député Charles Ferry, frère cadet du ministre Jules Ferry, fille d'Abel Ferry, elle est la deuxième épouse (mariage 1950) d'Edgard Pisani, ministre du général de Gaulle, la mère de Jean Pisani-Ferry, économiste.
Elle est également la petite-fille de l'homme politique François Allain-Targé, ancien ministre de l'intérieur.
Son ouvrage sur le coup d'État de 1877 se concentre sur la description détaillée des évènements ayant amené cette crise. Pour la suite elle y évoque brièvement le deuxième coup d'État (caché) de la même année (13 décembre 1877) (voir l'« incident de Limoges » dans la page Jean-Marie-Arthur Labordère). Il existe d'autres études récentes qui citent cet ouvrage mais en traitant plus particulièrement le sentiment républicain dans l'armée à cette époque.
Quatre ans plus tard, en 1969, elle publie un ouvrage consacré au Général Boulanger, et aux 32 mois de la crise politique, qu’elle décrit avec minutie, qui a failli porter au pouvoir ce militaire.

## Critiques
Son livre Monsieur l'instituteur a subi des critiques de l'historien Maurice Crubelier (1912 - 2002), lequel reproche à Fresnette Pisani-Ferry, malgré son accès à de nombreuses sources « privilégiées » , de ne se « distinguer guère d'une production banale, lassante à force d'être répétitive », expliquant en outre que le titre du livre peut même induire en erreur le lecteur car celui-ci n'évoque la profession d'instituteur que durant un court chapitre.

## Archives personnelles

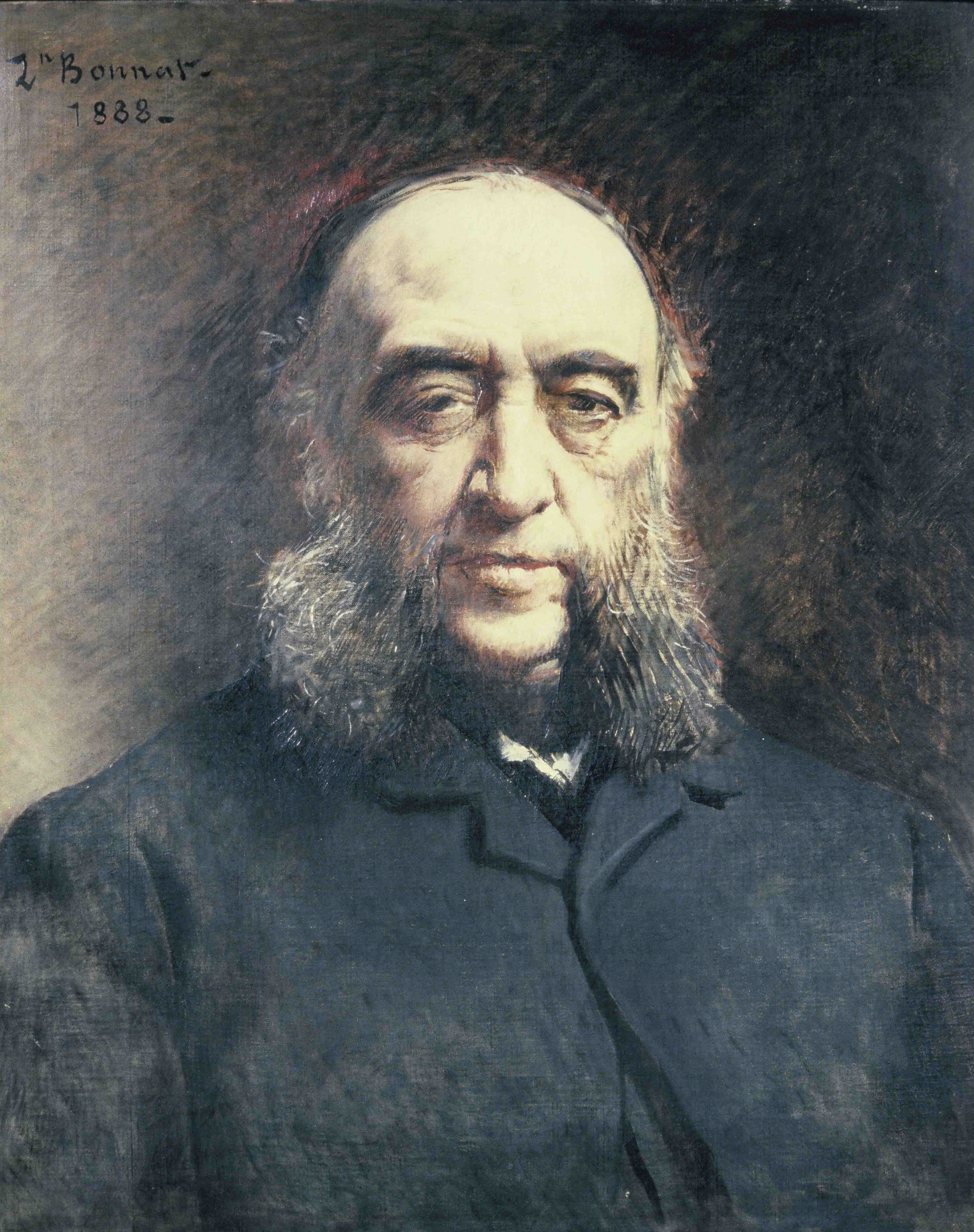
Portrait de Jules Ferry par Léon Bonnat (1888).

Fresnette Pisani-Ferry a légué au musée de Saint-Dié-des-Vosges les archives familiales classées par sa mère, fixant des conditions de conservation, de classement et d'accessibilité du fonds. D'autres documents à caractère politique ou familial sont également présents à la bibliothèque municipale dans ce musée de Saint-Dié, ainsi qu’au centre historique des Archives nationales.

## Publications
- Jules Ferry et le partage du monde, Grasset 1962[4].

- Prix maréchal-Louis-Hubert-Lyautey 1963 de l’Académie des sciences d’outre-mer.
- Le Coup d'État manqué du 16 mai 1877[7],[13], préface d'Edgar Faure, Robert Laffont, 1965.
- Le Général Boulanger, Flammarion, 1969[9],[14], réédité en 1992  (ISBN 978-2080603951).
- Monsieur l'instituteur : l'école primaire a 100 ans, J.C.Lattès, 1981.
- Le Neveu de Jules Ferry : Abel le ministre soldat (1881-1918) (avec Michel Cointat)  Thésaurus,1988.  (ISBN 978-2-907067-00-3)